# Environnement au Soudan
L'environnement au Soudan est l'environnement (ensemble des éléments - biotiques ou abiotiques - qui entourent un individu ou une espèce et dont certains contribuent directement à subvenir à ses besoins) du pays Soudan. Le Soudan est le troisième plus grand pays d'Afrique après l'Algérie et la République démocratique du Congo, avec une superficie de terres cultivables potentiellement importante. Le pays est menacé par la désertification, le risque de famine étant aggravé par les conflits dans la région. Le pétrole est une ressource économique importante.

## La biodiversité du Soudan

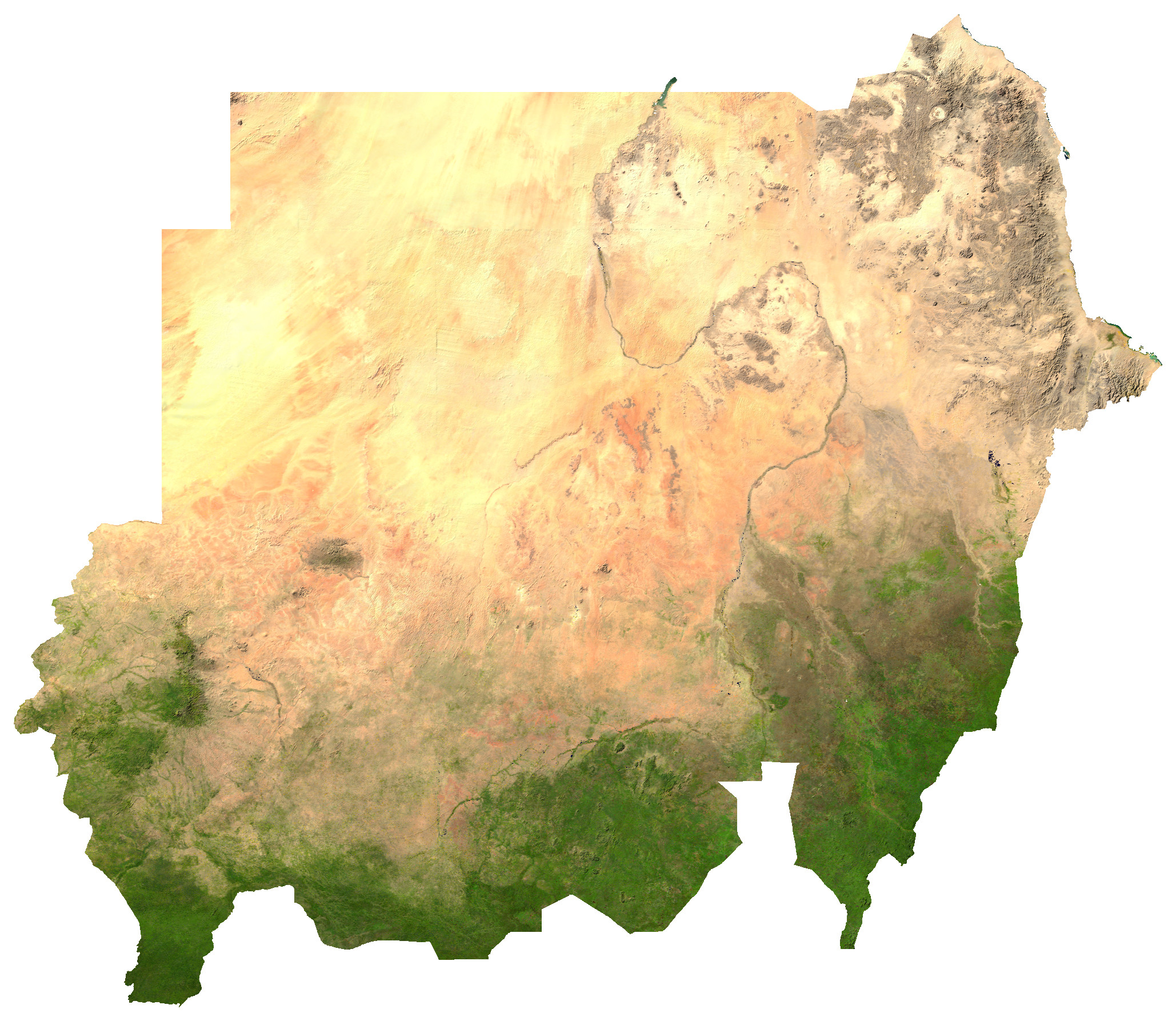
Image satellite du Soudan.

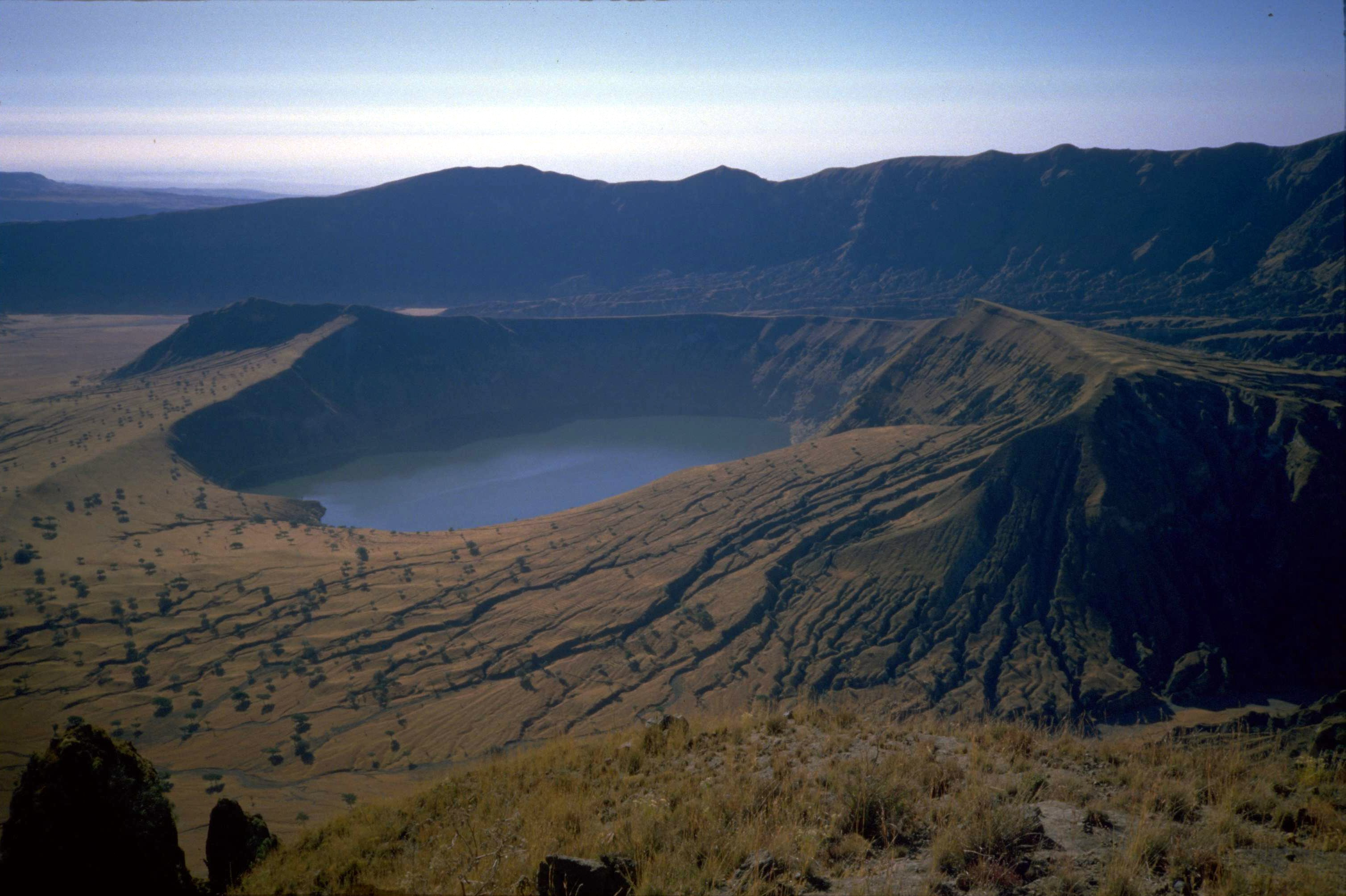
Le lac Marra Deriba.

### Milieux
Le Soudan est situé dans le Nord de l'Afrique, entre l'Égypte et l'Érythrée. Il est bordé au nord-est par la mer Rouge sur 700 km environ. Il est traversé de part en part par le Nil et ses deux affluents : le Nil blanc (Bahr al-Abiadh) qui fournit l'eau en période de sécheresse et le Nil bleu (Bahr al-Azraq) au débit plus irrégulier. La confluence des deux Nils se fait à Khartoum. Le territoire recouvre une très grande plaine entourée à l'est et à l'ouest par des montagnes.
Le climat y est semi-aride dans le Sud et désertique dans le Nord, avec la saison des pluies d'avril à octobre.
Les régions nord sont désertiques : le désert de Nubie, constitué de sable et de rochers, fait suite aux déserts égyptiens et libyens. La désertification qui s'étend vers le sud et l'érosion des sols sévissent sur le pays.

## Impacts sur les milieux naturels

### Activités humaines

#### Agriculture

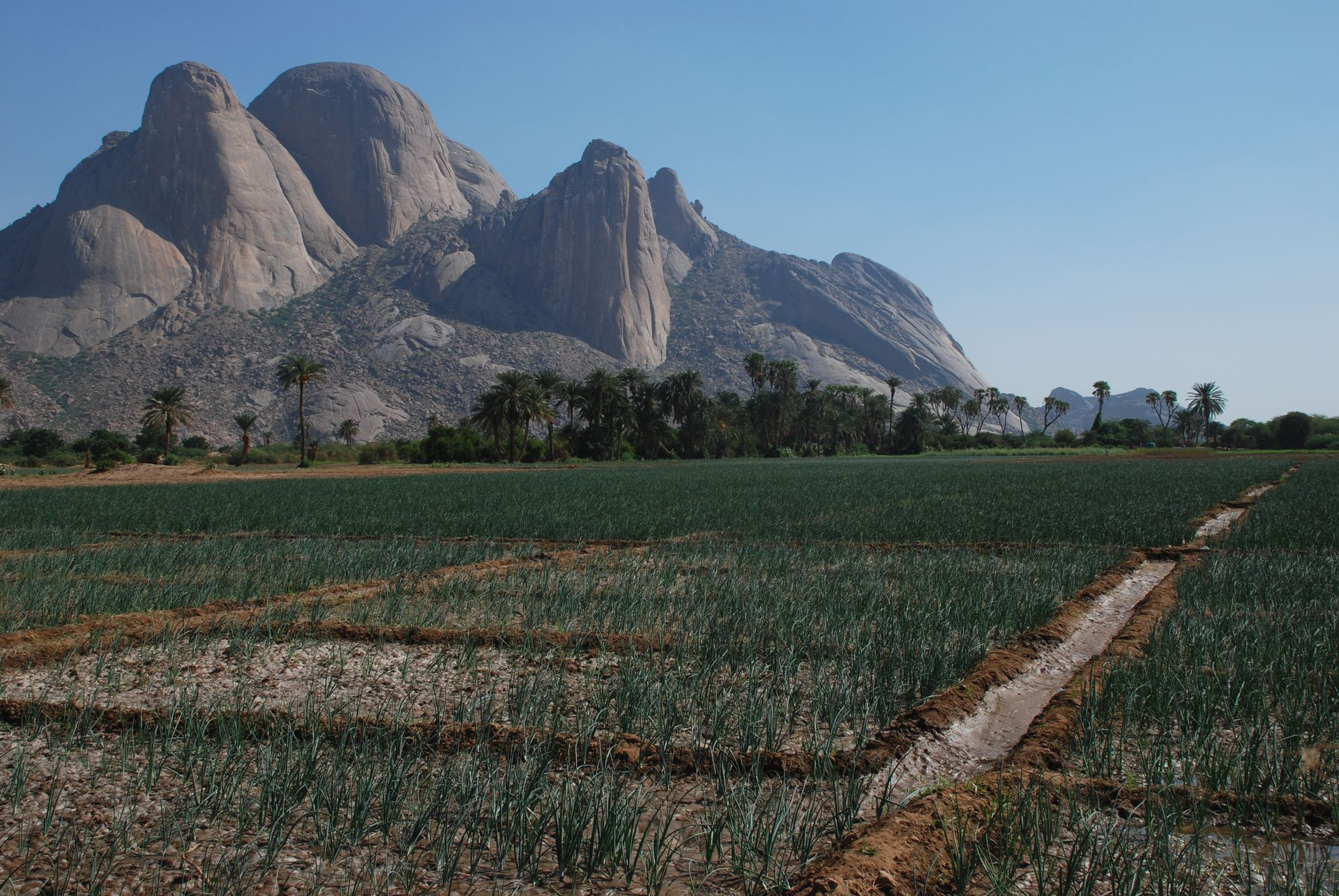
Champs d'oignons dans la région de Kassala.

La superficie des terres cultivables au Soudan est estimée à 840 000 kilomètres carrés. Seulement 18 % sont actuellement exploités. Seule une paix dans ce pays lui permettrait de devenir le grenier à blé de l'Afrique. Des conflits ont eu lieu  durant les années 2010.

#### Transports

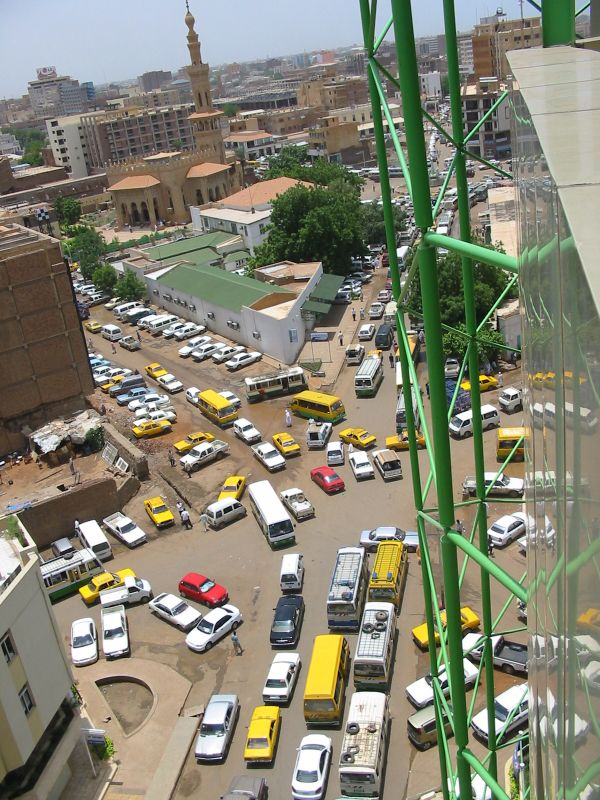
Khartoum, la capitale du Soudan.

#### Industries
Les équipements et l'industrie pétrolière se trouvent essentiellement dans le Nord. Les oléoducs en provenance du Soudan du sud mènent au nord, vers Port-Soudan, sur les bords de la mer Rouge. La principale raffinerie se trouve à 70 kilomètres au nord de la capitale du Soudan, Khartoum.

### Pression sur les ressources

#### Gestion de la ressource en eau
Fin août 2024, l’effondrement du barrage d’Arbaat au Soudan a touché 50 000 personnes et détruit – en partie ou en totalité – vingt villages, dans un contexte humanitaire déjà marqué par un an de guerre civile. La ville de Port-Soudan se trouve privée de son principal réservoir d’eau douce.

#### Pression sur les ressources non renouvelables

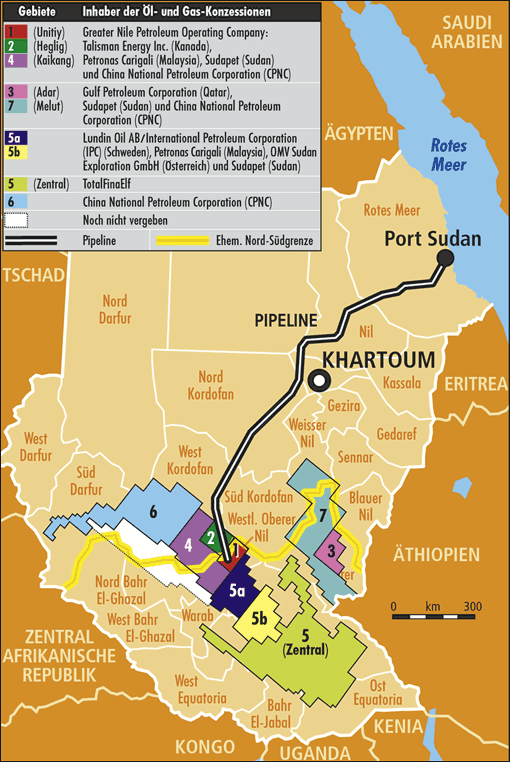
Carte des concessions et infrastructures pétrolières et gazières des deux Soudan.

Avant l'indépendance, le Soudan du Sud assurait environ 85 % de la production des 470 000 barils de pétrole par jour de l'ensemble du Soudan. Toutefois, les équipements et l'industrie pétrolière se trouvent essentiellement dans le Nord. Les oléoducs en provenance du sud mènent au nord, vers Port-Soudan, sur les bords de la mer Rouge.

### Pollutions

#### La gestion des déchets
Un habitant d'Afrique sub-aharienne génère en moyenne 165 kg de déchets par an et par habitants en 2023 (soit nettement moins que dans les pays plus riches).

### Impacts de l'urbanisation

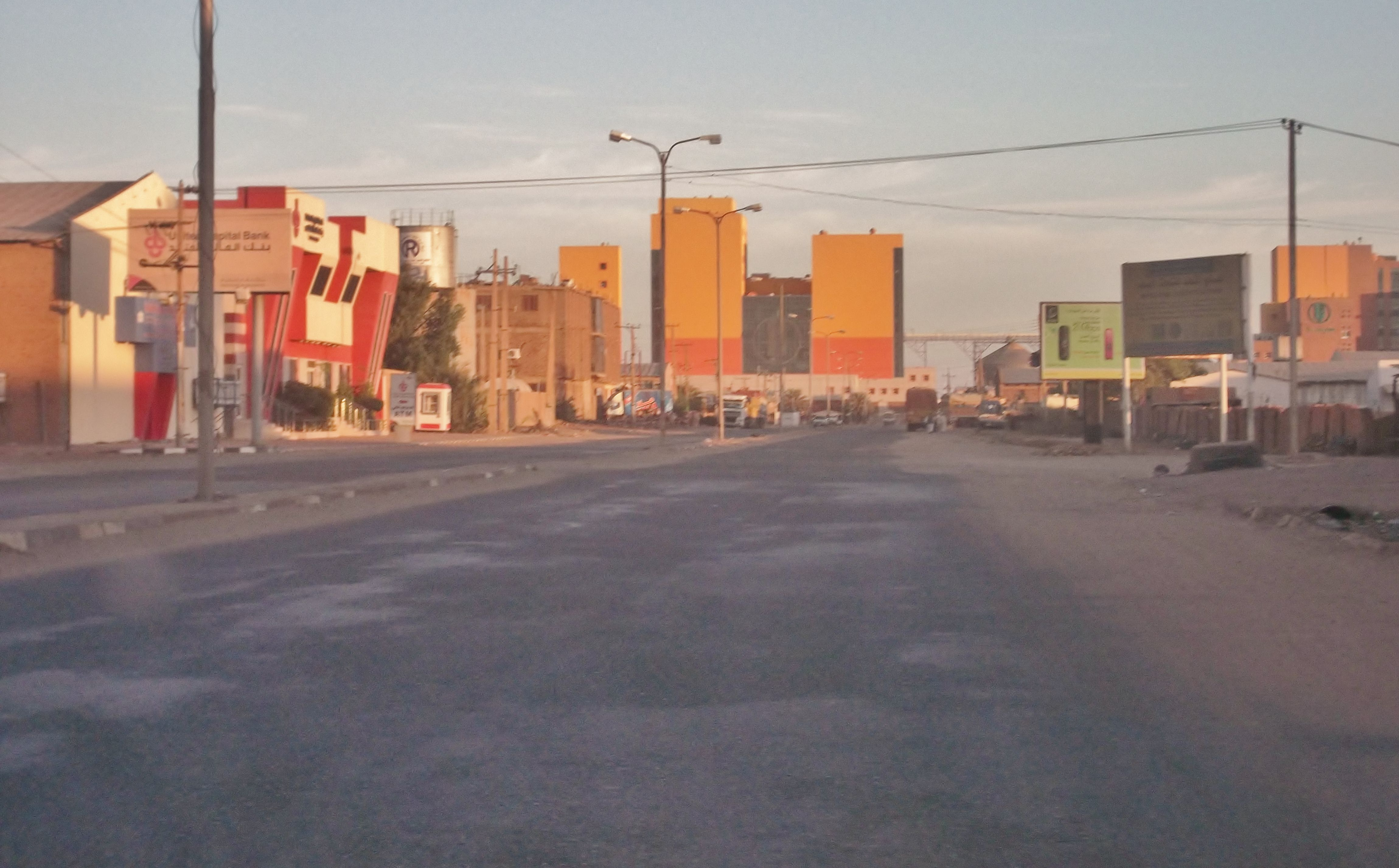
Bahri.

#### Les dix plus grandes villes du Soudan
| Statut | Nom           | Nom          | Population | Population | Population | État             |
| Statut | Transcription | Arabe        | Cens. 1983 | Cens. 1993 | Est. 2006  | État             |
| 1.     | Omdourman     | أم درمان     | 526 192    | 1 271 403  | 2 970 099  | khartoum         |
| 2.     | Khartoum      | الخرطوم      | 473 597    | 947 483    | 2 090 001  | khartoum         |
| 3.     | Bahri         | الخرطوم بحرى | 340 857    | 700 887    | 1 626 638  | khartoum         |
| 4.     | Nyala         | نيالا        | 111 693    | 227 183    | 532 183    | Darfour du Sud   |
| 5.     | Port-Soudan   | بور سودان    | 206 038    | 305 385    | 474 363    | Mer Rouge        |
| 6.     | Kassala       | كسلا         | 141 429    | 234 622    | 419 031    | Kassala          |
| 7.     | al-Ubayyid    | الأبيض       | 137 582    | 229 425    | 410 941    | Kordofan du Nord |
| 8.     | Kosti         | كوستي        | 89 135     | 173 599    | 364 331    | Nil Blanc        |
| 9.     | Wad Madani    | ود مدنى      | 145 015    | 211 362    | 345 291    | Al Jazirah       |
| 10.    | al-Qadarif    | القضارف      | 116 876    | 191 164    | 336 522    | Al Qadarif       |

## L'exposition aux risques

### Inondations
Le Soudan est frappé chaque année durant la saison des pluies par des pluies torrentielles entre juin et octobre.
En septembre 2020, des inondations affectent 11 pays d'Afrique centrale et de l'Ouest et provoquent plus de 100 morts et 550 000 sinistrés au Soudan. En septembre 2021, les inondations font plus de 80 morts et 65 000 déplacés.
Les inondations favorisent les maladies liées à l'eau : le choléra, le paludisme et la dengue.
Sur le continent africain, beaucoup d’ouvrages hydrauliques ont plus de cinquante ans, ce qui augmente le risque de rupture de barrage. Ce risque est accru par le réchauffement climatique, qui provoque des pluies plus importantes. Fin août 2024, le barrage d’Arbaat s'est ainsi effondré, détruisant – en partie ou en totalité – vingt villages et touchant 50 000 personnes.